# White Stag Block
A White Stag Block a Bickel Block, Skidmore Block és White Stag épületeket magában foglaló háztömb az Amerikai Egyesült Államok Oregon államának Portland városában. 2015-ben megvásárolta a University of Oregon Foundation, azóta az Oregoni Egyetem építészeti, jogi és újságírói képzései folynak itt.
A 36,4 millió dolláros felújítás keretében az épületegyüttes megkapta a LEED arany fokozatú energiahatékonysági tanúsítványát.

## Fordítás
- Ez a szócikk részben vagy egészben  a   White Stag Block című angol Wikipédia-szócikk ezen változatának fordításán alapul.  Az eredeti cikk szerkesztőit annak laptörténete sorolja fel. Ez a jelzés csupán a megfogalmazás eredetét és a szerzői jogokat jelzi, nem szolgál a cikkben szereplő információk forrásmegjelöléseként.